# 徳前藍
徳前 藍（とくまえ あい 、1993年9月7日 - ）は、日本のフリーアナウンサー。石川県のCMやテレビ番組などに出演。

## 来歴・人物
石川県金沢市出身。石川県立金沢泉丘高等学校、早稲田大学卒業後、2017年テレビ金沢入社。
2021年3月をもってテレビ金沢を退社し、フリーアナウンサーとなる。北陸オートバックス応援アナウンサー。
石川県加賀市山代温泉の旅館社長と結婚後は旅館若女将、加賀市の街おこし活動にも従事している。

## CMの出演
- オートバックス
- 和希株式会社（北陸版 2021年6月-）
- おたからや（北陸版 2021年10月-）
- 冨士交通（2022年2月-）

## 過去の出演番組
- となりのテレ金ちゃん（2017年4月 - ）
- 北國新聞ニュース
- テレビ金沢ニュース
- 金曜ロードSHOW!・特別エンターテインメント 全国好きな嫌いなアナウンサー大賞（日本テレビ制作、2018年6月1日・2019年5月10日）
- 宮根誠司VS中部8県地元じゃ当たり前! え?〇〇知らないの!?（中京テレビ制作・中部地区NNNブロックネット番組、2018年年末） - テレビ金沢代表

・JapanRailwayJournal（NHKWorld）2021年10月14日　“廃線”は終わりじゃない〜能登半島〜　リポーター
1. ↑  石川県広報紙「ほっと石川」2024年春号